# Долно Белотинци
До̀лно Бело̀тинци е село в Северозападна България. То се намира в община Монтана, област Монтана.

## География
Селото се намира в низината на планина Пъстрина, на 6 км от Монтана.
Релефът е предимно равнинен & полупланински.
Климатът попада в умерено-континенталната климатична област и по-конкретно в климатичния район на високите полета на Предбалканска подобласт.
Пещери и процепи:
Диреклия дупка	с. Долно Белотинци, общ. Монтана 41 м
Змиорника с. Долно Белотинци, общ. Монтана 13 м
Имането	с. Долно Белотинци, общ. Монтана 20 м
Лисича дупка с. Долно Белотинци, общ. Монтана	17 м
Меча дупка с. Долно Белотинци, общ. Монтана	22 м
Мечи дупки с. Долно Белотинци, общ. Монтана	55 м
Мечи дупки с. Долно Белотинци, общ. Монтана 14 м
Пещерата над Имането с. Долно Белотинци, общ. Монтана 12 м
Ямата с. Долно Белотинци, общ. Монтана 8 м

## История
В с. Долно Белотинци се намират няколко паметника, един от тях е паметника на загиналите във войните през 1912, 1913 и 1915-1918 г. Църквата се казва „Св. Безсребърници“ Иконите са от XVIII и XIX в. В подножието на планината е имало древен манастир, от който са останали част от основите, а по течението на реката, останки от стара римска баня.

## Спорт
От 2012 година насам в селото е ремонтирана и подновена футболната база на селото и създаден Футболен клуб „Сантос“ Белотинци.
От 2015 г. е създаден нов футболен клуб: ФК. „Пъстренец“